# NGC 5667
NGC 5667 (другие обозначения — UGC 9344, MCG 10-21-4, ZWG 296.8, IRAS14289+5941, PGC 51830) — спиральная галактика с перемычкой (SBc) в созвездии Дракон.
Этот объект входит в число перечисленных в оригинальной редакции «Нового общего каталога».